# ماركوس وينكيلهوك
ماركوس وينكيلهوك (بالألمانية: Markus Winkelhock)‏ (و. 1980  م) هو سائق فورمولا 1، ورياضي، وسائق سيارة سباق ألماني، ولد في شتوتغارت.

## روابط خارجية
- ماركوس وينكيلهوك على موقع Racing-Reference.info (الإنجليزية)
- ماركوس وينكيلهوك على موقع DriverDB.com (الإنجليزية)